# Piero Poli
Piero Poli, född den 9 oktober 1960 i Cairo Montenotte i Italien, är en italiensk roddare.
Han tog OS-guld i scullerfyra i samband med de olympiska roddtävlingarna 1988 i Seoul.